# Adolf von Nickel
Adolf Nickel, ab 1910 von Nickel, (* 26. Mai 1857 in Ilsfeld; † 31. August 1937 in Stuttgart) war von 1903 bis 1922 Stadtdirektor von Stuttgart und später Regierungspräsident des Schwarzwaldkreises.

## Biografie
Er wurde als Sohn des Ilsfelder Gastwirts und Posthalters J. Chr. Nickel und dessen Frau Marie Luise geb. Deeg geboren. Er besuchte die höhere Schule in Heilbronn und studierte Rechtswissenschaften in Tübingen. Ab 1882 war er Assessor bzw. Amtmann in Waiblingen, Riedlingen, Nürtingen, Stuttgart und Cannstatt, anschließend von 1889 bis 1894 Oberamtmann im Oberamt Tübingen und danach bis 1903 Oberamtmann im Oberamt Cannstatt. Von 1903 bis 1922 war er Stadtdirektor von Stuttgart. In dieser Zeit war er außerdem Vorsitzender der Spruchstelle für Handelssachen in Stuttgart und Vorsitzender des Verwaltungsrats der dortigen Blindenanstalt. Er wurde durch König Wilhelm II. mit der Verleihung des Kronenordens in den persönlichen Adelsstand erhoben. 1922 wurde er Regierungspräsident des Schwarzwaldkreises. 1924 trat er in den Ruhestand.

## Ehrungen
- Kommenturkreuz des Mecklenburgischen Greifenordens
- 1906 Ritterkreuz des Ordens der Württembergischen Krone[1]
- 1910 Ehrenkreuz des Ordens der Württembergischen Krone mit dem der persönliche Adelstitel verbunden war
- 1909 Preußischer Roter Adlerorden 3. Klasse
- 1913 Olga-Orden
- 1916 Wilhelmskreuz